# Umgangsbasilika Santi Marcellino e Pietro
Die Umgangsbasilika Santi Marcellino e Pietro in Rom ist der älteste christliche Sakralbau, der dem Märtyrerkult über den Katakomben diente und gleichzeitig für christliche Bestattungen benutzt wurde. Er liegt direkt oberhalb der Katakombe der Heiligen Marcellinus und Petrus. Kurze Zeit später ließ Kaiser Konstantin der Große an der Ostseite der Umgangsbasilika ein großes Rundmausoleum anbauen, das sogenannte Helenamausoleum.

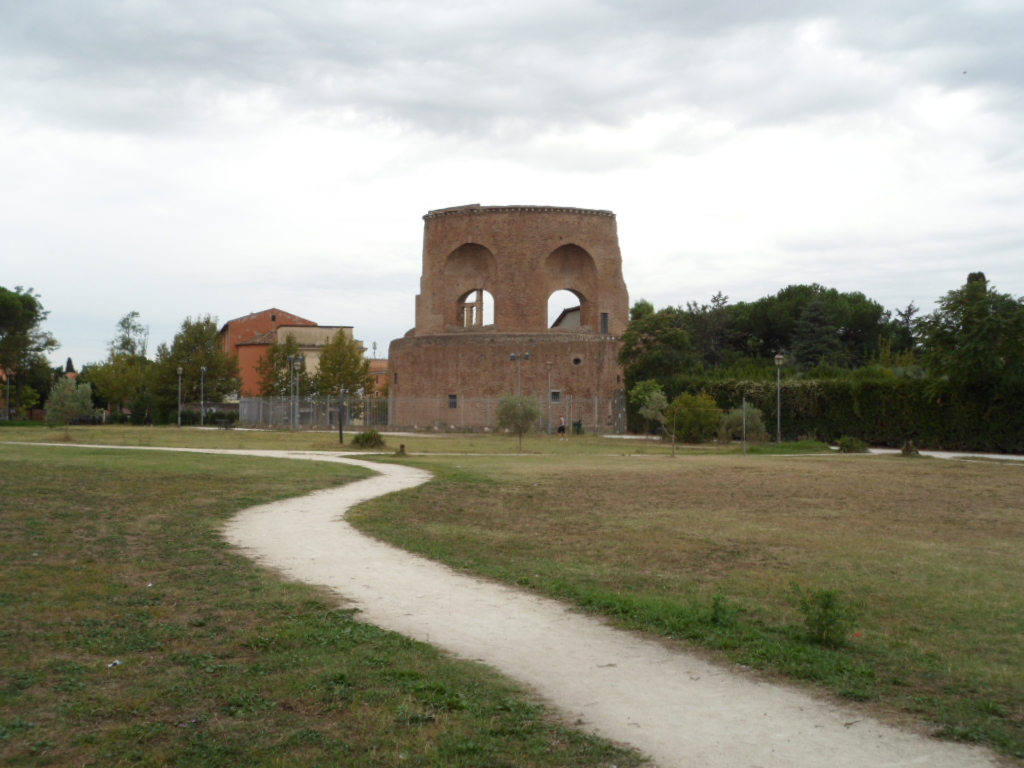
Gelände der ehemaligen Umgangsbasilika SS. Marcellino e Pietro mit dem Helenamausoleum im Hintergrund

## Lage und Patrozinium

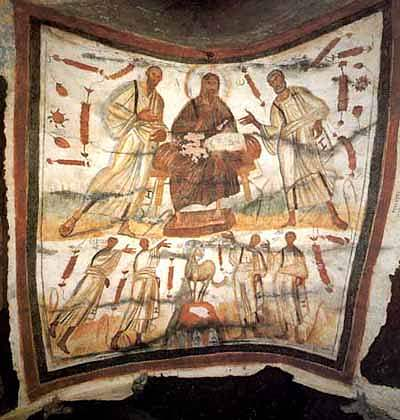
Christus zwischen Petrus und Paulus, darunter die Märtyrer Marcellinus, Petrus, Gorgonius und Tiburtius vor dem Gotteslamm. Wandgemälde in der Katakombe der hll. Marcellinus und Petrus

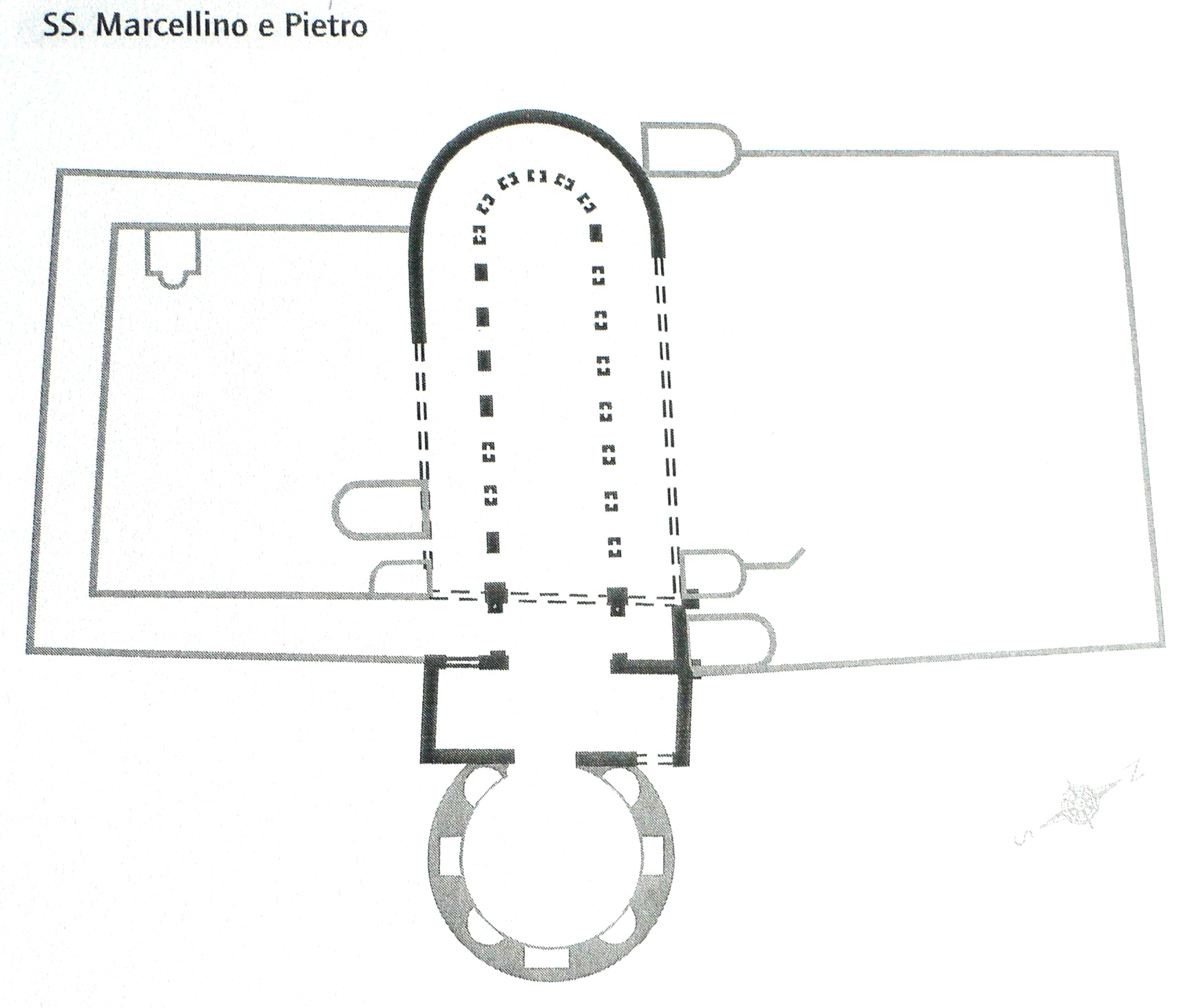
Umgangsbasilika SS. Marcellino e Pietro mit beiden Vorhöfen und das Helenamausoleum, Grundriss

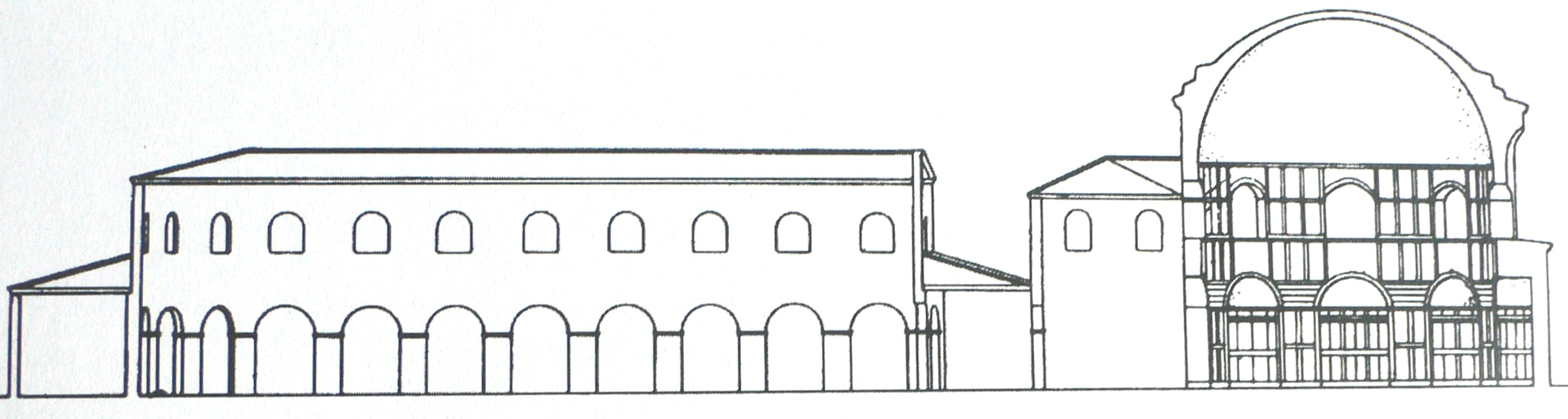
Umgangsbasilika SS. Marcellino e Pietro und Helenamausoleum, Querschnitt

An der Via Labicana außerhalb der Aurelianischen Mauer befand sich seit dem 2. Jahrhundert auf dem kaiserlichen Gelände ad duas lauros („bei den zwei Lorbeerbäumen“) der Friedhof der Equites singulares (‚kaiserliche Reitergarde‘) und seit der Mitte des 3. Jahrhunderts unmittelbar daneben auch ein unterirdischer christlicher Friedhof (Katakombe), der sich zu dem bedeutendsten der Stadt und schließlich zum Gemeindefriedhof der christlichen Gemeinde Roms entwickelte. Hier wurden die während der Christenverfolgung unter Kaiser Diokletian um 303 hingerichteten Märtyrer beigesetzt, darunter auch die besonders verehrten Petrus exorcista und Marcellinus presbyter, nach denen man die Katakombe später benannte.
Wie im Liber Pontificalis berichtet wird, ließ Kaiser Konstantin um 315 auf dem Gelände des Friedhofs der von ihm aufgelösten kaiserlichen Leibgarde und in unmittelbarer Nähe der Katakombe mit den Gräbern der Märtyrer Marcellinus und Petrus eine Coemeterialbasilika errichten. Dabei wurden die Grabsteine der Leibgardisten als Baumaterial in den Fundamenten benutzt im Sinne einer Damnatio memoriae (Auslöschung der Erinnerung). „Durch die Stiftung der Kirche über dem Friedhof der Garde, die sich ihm am Ponte Milvio entgegengestellt hatte, empfahl der Kaiser sich und den Staat der Obhut des Christengottes und stellte den Glauben, den die Märtyrer bezeugt hatten, den Bürgern des Reiches zur Verehrung anheim.“
Welches Patrozinium die Umgangsbasilika hatte, ist nicht überliefert. Es steht aber fest, dass dort außer Marcellinus und Petrus auch Tiburtius von Rom und Gorgonius von Rom sowie die Quatuor coronati verehrt wurden.

## Baugeschichte
Die Umgangsbasilika Santi Marcellino e Pietro ist in den gleichen Bauformen errichtet und hat mit ca. 65 × 29 m auch vergleichbare Ausmaße wie die drei übrigen Umgangsbasiliken der ersten Bauperiode, nämlich die Umgangsbasilika bei Tor de’ Schiavi an der Via Praenestina, die Basilica Apostolorum (San Sebastiano fuori le mura) an der Via Appia und die Umgangsbasilika an der Via Ardeatina. Als Stifter und Bauherr der Umgangsbasilika Santi Marcellino e Pietro ist Kaiser Konstantin überliefert, der teilweise durch seine Mutter Helena und durch Papst Silvester I. (314–335) unterstützt wurde.
Es war eine dreischiffige Pfeilerbasilika, deren Seitenschiffe halbrund um das Mittelschiff verliefen; je sieben Pfeiler mit Arkaden trennten das Mittelschiff von den Seitenschiffen und in der Rundung standen noch einmal sieben Pfeiler. Auf der Ostseite öffnete sich die Basilika durch drei Arkadenbögen in einen schräg angesetzten Narthex. Der Boden der Basilika war von Anfang an mit Gräbern belegt, und zwar als ‚Schachtgräber‘, die von Mauern eingefasst und in der Länge mit gegeneinandergestellten Ziegelplatten giebelförmig gedeckt waren, teilweise auch in mehreren Ebenen übereinander. Welchen Bodenbelag die Basilika hatte, ist nicht bekannt. An die Basilika angebaut waren kleine Mausoleen. Auf beiden Längsseiten lagen große Vorhöfe.

In einer zweiten Bauphase wurde um 326 auf Geheiß Konstantins an den Narthex auf der Ostseite der Umgangsbasilika ein großes Rundmausoleum mit eigener Vorhalle angebaut. Auf diese Weise entstand eine enge axiale Verbindung von Sakralbau und Mausoleum mit je einem von Konstantin gestifteten Altar in der Apsis der Basilika und vor dem Sarkophag im Mausoleum; der kaiserliche Grabbau wurde in die christliche Kirche integriert. „Durch diese architektonische Einbindung von Märtyrerkult und Verehrung des Kaisers hat Konstantin offenbar versucht, die traditionelle Divinisierung des Herrschers, die Erhebung des Kaisers nach dem Tode in den Kreis der Gottheiten, zu ersetzen und damit den traditionellen Kaiserkult, ein wesentliches Element der Verfassung des römischen Staates, zu verchristlichen.“
Das später als Mausoleo di S. Helena bezeichnete Rundmausoleum ist als mächtige Ruine erhalten geblieben, während von der Umgangsbasilika nur noch Mauerreste zu sehen sind.
Im 9. Jahrhundert begann der Pilgerstrom zu der Umgangsbasilika Santi Marcellino e Pietro und zu der Katakombe nachzulassen. Als Grund wird teilweise angeführt, dass Beauftragte von Einhard, dem Leiter der Gelehrtenschule Karls des Großen in Aachen, die Reliquien der beiden Titelheiligen 827 in Rom auf umstrittene Weise erworben und dann in die von Einhard errichtete und diesen Märtyrern geweihte Basilika in Michelstadt-Steinbach im Odenwald gebracht hätten, ehe Einhard die Reliquien für das in der Folgezeit von ihm gegründete Benediktinerkloster St. Marcellinus und Petrus (Seligenstadt) in Ober-Mühlheim am Main gestiftet hatte. Tatsächlich wurden die beiden Märtyrer Marcellinus und Petrus dort während der Karolingerzeit als Schutzpatrone des Reichs verehrt, was noch im 9. Jahrhundert zu einer Umbenennung des wenig bekannten Ortes Ober-Mühlheim in Seligenstadt geführt hat.